# Клин-1
«Клин-1» — советский роботизированный комплекс, разработанный и изготовленный специально для ликвидации последствий аварии на Чернобыльской АЭС.

## История создания
После аварии на Чернобыльской АЭС возникла острая необходимость создания автоматизированной техники для ликвидации последствий аварии и выполнения наземных задач. Работы над комплексом были начаты в апреле 1986 года практически сразу после аварии. Разработкой комплекса занималось конструкторское бюро ВНИИ-100. Согласно срокам, комплекс должен был быть разработан за 2 месяца, однако разработка и изготовление составили всего 44 дня. Основной задачей комплекса являлось сведение к минимуму присутствия людей в зоне с высоким уровнем радиоактивности. После выполнения всех работ, комплекс был похоронен в могильнике.

## Описание конструкции
В состав комплекса входили две машины, одна управлялась механиком-водителем, второй управлял дистанционно оператор.

### Объект 032
В качестве рабочей использовалась машина «Объект 032», созданная на базе инженерной машины разграждения ИМР-2. В отличие от базовой машины, «Объект 032» имел дополнительное оборудование для проведения дезактивации, а также систему дистанционного управления. Кроме того, сохранялась возможность «обитаемости» машины. Моторно-трансмиссионное отделение и ходовая часть модифицированы с целью повышения надёжности при работе в условиях воздействия ионизирующего излучения.

### Объект 033
Для управления безэкипажной машиной была изготовлена машина управления «Объект 033». За базу был взят основной танк Т-72А. В специальном отделении размещался экипаж машины, состоявший из механика-водителя и оператора, а также вся необходимая аппаратура наблюдения и управления машиной. Корпус машины был полностью герметизирован и отделан свинцовыми листами для усиления защиты от радиации. В центре машины были установлены агрегаты для запуска двигателя, а также прочее специализированное оборудование.